# Deron Williams
Deron Michael Williams (Parkersburg, Zapadna Virginia, 26. lipnja 1984.) američki je profesionalni košarkaš. Igra na poziciji razigravača, a trenutačno je član NBA momčadi Brooklyn Netsa. Izabran je u 1. krugu (3. ukupno) NBA drafta 2005. od strane Utah Jazza. 

## Sveučilište
Williams je sveučilišnu karijeru proveo na sveučilištu Illinois. Kao freshman je u startnoj petorci započeo je 30 od 32 utakmice i bio je treći najbolji asistent (4.53) Big Ten konferencije. U svojoj drugoj godini popravio je statističke brojke u poenima i asistencijama. Na kraju sezone od strane trenera i novinara izabran je u All-Big Ten prvu petorku. 

## NBA

### Rookie sezona
Willliams se odlučio prijaviti na NBA draft 2005. godine. Na draftu je izabran kao treći izbor od strane Utah Jazza. Ispred njega su kao prvim i drugim izborom izabrani Andrew Bogut i Marvin Williams. Deron se na draftu smatrao ponajboljim razigravačom ispred Chrisa Paula i Raymonda Feltona. U svojoj rookie sezoni uglavnom je ulazio s klupe, a ponekad je igrao na poziciji startnog razigravača. U rookie sezoni odigrao je 80 utakmica i prosječno postizao 10.8 poena i 4.5 asistencija. Wiliams je na kraju sezone izabran u All-Rookie prvu petorku.

### Sezona 2006./07.
Wiliams je sezonu 2006./07. započeo kao startni razigravač Jazzera, a momčad je već na početku sezone imala omjer 12-1. To je najbolji omjer u povijest franšize i NBA lige. Williams je u prvih 13 utakmica sezone igrao briljantno i postigao pet double-double učinka. U dva takva učinka postigao je učinak od 26/14 i 27/15 u omjeru poena i asistencija.  U obje utakmice postavio je učinak karijere po broju asistencija, a na drugoj utakmici postavio je još jedan svoj rekord u ukradenim loptama (5). 17. siječnja 2007. u utakmici protiv Detroit Pistonsa postavio je novi učinak karijere od 31 poen. Nekoliko dana kasnije postavio je učinak karijere s 21 asistencijom protiv Memphis Grizzliesa. U drugoj sezoni značajno je napredovao u odnosu na prošlu i prosječno postizao 16.2 poena i 9.3 asistencije. Jazzeri su sezonu završili s omjerom 51-31 i osvojili naslov Sjeverozapadne divizije.

### Sezona 2007./08.
Wiliams je u trećoj sezoni podigao svoju razinu igara.  8. prosinca 2007. u porazu od Dallas Mavericksa postavio je novi učinak karijere od 41 poen. Tijekom sezone u dvije utakmice imao je 20 asisistencija. Popravio svoju statistiku i u prosjeku postizao 18.8 poena i 10.5 asistencija. Bio je treći najbolji asistent lige iza Chrisa Paula i Stevea Nasha. Usprkos odličnim igrama tijekom cijele sezone nije izabran u momčad Zapadne konferencije na NBA All-Star utakmici, ali je na All-Star vikendu sudjelovao i osvojio natjecanje Play Station Skills Challenge. 
U ožujku, Deron je imao 212 asistencija, najviše od svih NBA igrača od siječnja 1992. i Johna Stocktona. Jazzeri su sezonu završili s omjerom 54-28, osvojivši novi naslov Sjeverozapadne divizije i zauzevši četvrto mjesto u Zapadnoj konferenciji. U prvom krugu doigravanju Jazzeri su u šest utakmica slavili protiv Houston Rocketsa, ali su u drugom krugu isto tako u šest utakmica izgubili od Los Angeles Lakersa. Williams je tijekom doigravanja bio najbolji stijelac kluba.
Na kraju sezone postavljen je na popis američkih reprezentativaca koji će sudjelovati na Olimpijskim igrama u Pekingu 2008. godine. S reprezentacijom je u Pekingu osvojio zlatnu medalju, pobijedivši u finalu svjetske prvake iz 2006. Španjolce. 

### Sezona 2008./09.
Wiliams je predsezoni u utakmici protiv Chicago Bullsa zaradio ozljedu drugog stupnja uganuća gležnja i zbog nje je propustio prvih 13 utakmica regularnog dijela sezone. Isto tako je u predsezoni s Jazzerima potpisao novi ugovor trogodišnji ugovor vrijedan 70 milijuna dolara, s mogućnošću produljenja za još jednu sezonu. Na parkete se nakon ozljede vratio 26. studenog u utakmici protiv Memphis Grizzliesa. Tada je postao ključnim igračem Jazzera, jer su u sezoni prepunoj padova i uspona zbog ozljeda izbivali njihovi ponajbolji igrači Andrej Kiriljenko i Carlos Boozer. U prosjeku je 19.2 poena i 10.0 asistencija, ali je ponovo izostavljen s nastupa na All-Star utakmici. 

## NBA statistika

### Regularni dio
| Godina    | Klub | Odig. uta. | Uta. poč. | Min. | 2P%  | 3P%  | Sl. bac.% | Skok. | Asist. | Ukr. lop. | Blok. | Poena |
| --------- | ---- | ---------- | --------- | ---- | ---- | ---- | --------- | ----- | ------ | --------- | ----- | ----- |
| 2005./06. | Utah | 80         | 47        | 28.8 | .421 | .416 | .704      | 2.4   | 4.5    | .8        | .2    | 10.8  |
| 2006./07. | Utah | 80         | 80        | 36.9 | .456 | .322 | .767      | 3.3   | 9.3    | 1.0       | .2    | 16.2  |
| 2007./08. | Utah | 82         | 82        | 37.3 | .507 | .395 | .803      | 3.0   | 10.5   | 1.1       | .3    | 18.8  |
| 2008./09. | Utah | 68         | 68        | 36.8 | .471 | .310 | .849      | 2.9   | 10.7   | 1.1       | .3    | 19.4  |
| Ukupno    |      | 310        | 277       | 34.9 | .467 | .358 | .798      | 2.9   | 8.7    | 1.0       | .2    | 16.2  |

### Doigravanje
| Godina    | Klub | Odig. uta. | Uta. poč. | Min. | 2P%  | 3P%  | Sl. bac.% | Skok. | Asist. | Ukr. lop. | Blok. | Poena |
| --------- | ---- | ---------- | --------- | ---- | ---- | ---- | --------- | ----- | ------ | --------- | ----- | ----- |
| 2006./07. | Utah | 17         | 17        | 38.6 | .452 | .333 | .790      | 4.3   | 8.6    | 1.5       | .2    | 19.2  |
| 2007./08. | Utah | 12         | 12        | 42.8 | .492 | .500 | .773      | 3.6   | 10.0   | .6        | .3    | 21.6  |
| 2008./09. | Utah | 5          | 5         | 42.2 | .414 | .360 | .829      | 3.8   | 10.8   | 1.8       | .4    | 20.2  |
| Ukupno    |      | 34         | 34        | 40.6 | .461 | .406 | .793      | 4.0   | 9.4    | 1.2       | .3    | 20.2  |

## Vanjske poveznice
- Službena stranica
- Profil an NBA.com
- Profil  Arhivirana inačica izvorne stranice od 18. travnja 2009. (Wayback Machine) na Basketball-Reference.com